# اوئل-سیکتیاخ
اوئل-سیکتیاخ (روسی: Уэль-Сиктях) یک رودخانه در یاقوتستان کشور روسیه است.